# Daihatsu Cuore
El Daihatsu Cuore (en Japón: Mira) es un automóvil de turismo del segmento A desarrollado por el fabricante japonés Daihatsu, que se inscribe en la normativa japonesa kei car. Las nueve generaciones del Cuore se estrenaron respectivamente en los años 1980, 1985, 1994, 1998, 2002, 2006, 2011 y 2016. El fabricante malayo Perodua también fabricó y vendió la tercera, quinta y séptima generación del Cuore con los motes Kancil, Kelisa y Viva.

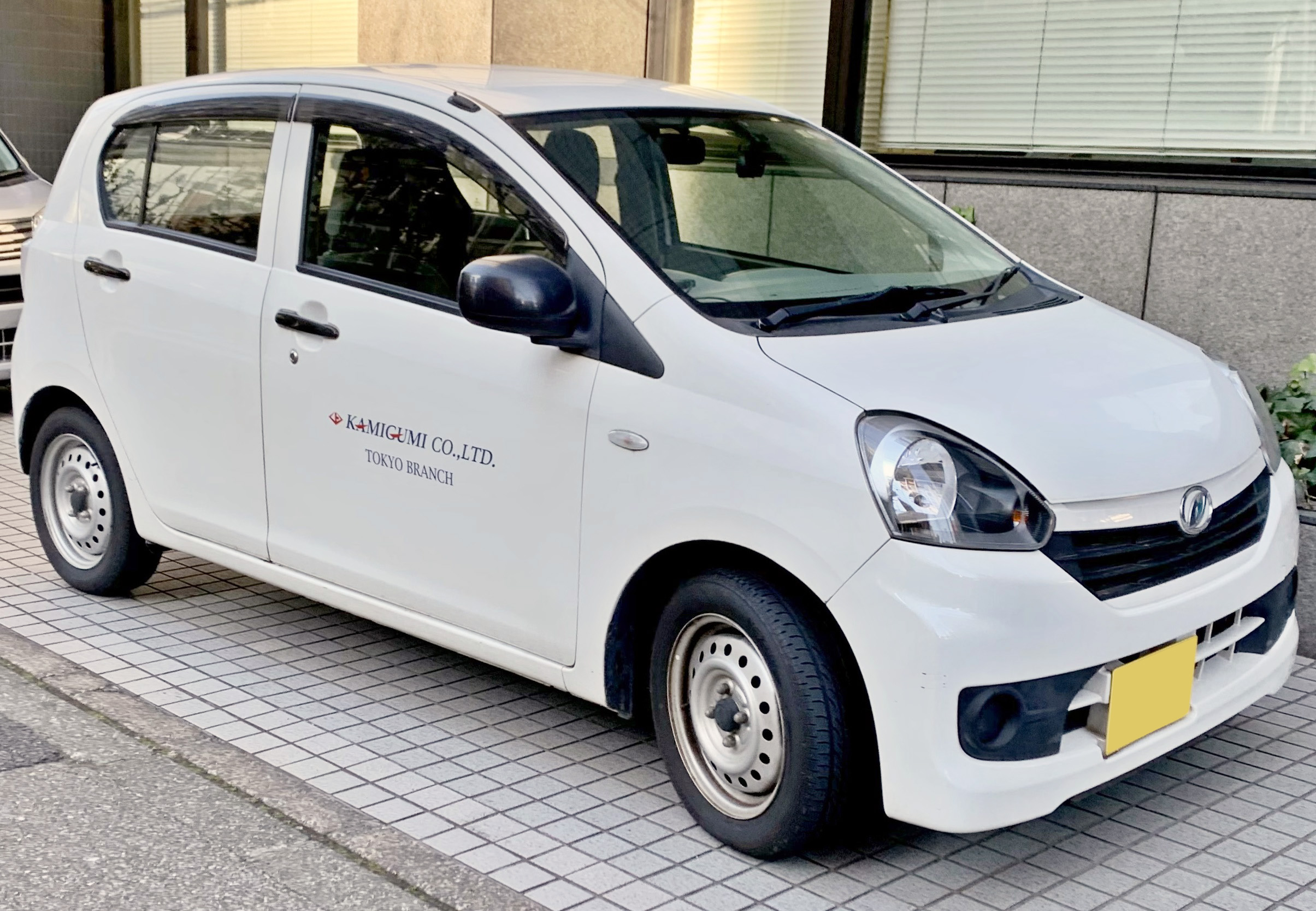
Daihatsu Cuore (Mira) de octava generación

El Cuore tiene motor delantero transversal y tracción delantera o a las cuatro ruedas, y existe con carrocería hatchback de tres y cinco puertas. En el mercado japonés, la cilindrada de los motores está restringida a 660 cc (550 cc en las dos primeras generaciones); en otros países se han ofrecido motores de hasta 1000 cc. Salvo el primer Cuore, que era un dos cilindros, la mayoría de las generaciones llevan motores de tres cilindros. La cuarta generación fue la primera en equiparse con motores de cuatro cilindros.

## Comercialización

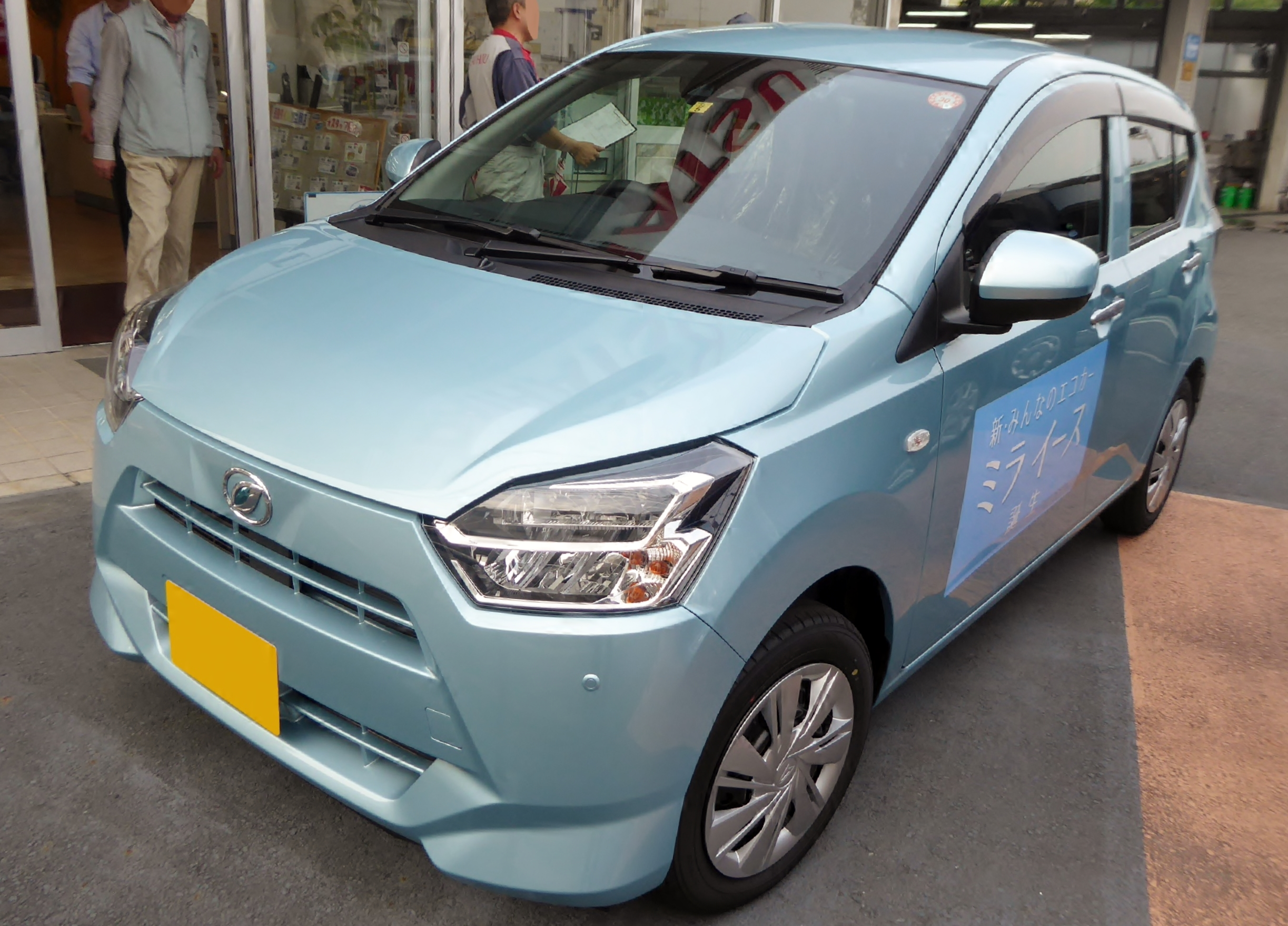
Daihatsu Cuore (Mira), de novena generación

El vehículo se comercializa actualmente con nombres como Daihatsu Mira, Daihatsu Cuore, Subaru Pleo y Toyota Pixis. Su economía en combustible y reducido tamaño han permitido su uso generalizado en ciertos países tanto para transporte personal como para servicios de taxi.